# Christoph Bach (Musiker)
Christoph Bach (* 19. Apriljul. / 29. April 1613greg. in Wechmar; † 12. Septemberjul. / 22. September 1661greg. in Arnstadt) war der zweite Sohn von Johannes Bach, Bruder von Johann und von Heinrich Bach sowie Großvater von Johann Sebastian Bach. Er gilt als Begründer der Fränkischen Linie der Musikerfamilie Bach.

## Leben
Nach seinen musikalischen Ausbildungsjahren – sicher zunächst beim Vater und möglicherweise auch beim Suhler Stadtpfeifer Hoffmann – ist er um 1633 wieder in Wechmar als Stadtmusikant und „fürstlicher Bedienter“.
1640 weilt er im sächsischen Prettin, wo er die Tochter eines Stadtpfeifers heiratet, Maria Magdalena Grabler. Sie hatten drei Söhne, die alle Musiker wurden: Georg Christoph Bach (1642–1697) und die Zwillinge Johann Christoph Bach (1645–1693) und Johann Ambrosius Bach (1645–1695), den Vater von Johann Sebastian Bach.
Christoph Bach war von 1642 bis 1652 Ratsmusikant in Erfurt.
Für die Familie Bach war Erfurt über einen sehr langen Zeitraum der „Hauptsammelpunkt“. In Erfurt beherrschten sie über ein ganzes Jahrhundert das musikalische Leben derart, dass noch 1793 alle Ratsmusikanten „Bache“ genannt wurden, obwohl längst keiner dieses Namens mehr unter ihnen lebte. Allein in den Kirchenbüchern der Kaufmannskirche sind über 60 Kindstaufen, Hochzeiten und Begräbnisse der Erfurter Musikantenfamilie Bach registriert.
1654 ging er nach Arnstadt als „gräflicher Hof- und Stadtmusikus“. Eventuelle Kompositionen sind nicht erhalten.